# Urs Birchler

Urs Birchler (1982)

Urs Birchler (geboren am 4. Mai 1950 in Walenstadt; heimatberechtigt in Einsiedeln) ist ein Schweizer Politiker (SP). Er war von 1987 bis 1998 Regierungsrat des Kantons Zug.

## Leben

### Ausbildung und Beruf
Birchler zog mit 19 Jahren in den Kanton Zug. Er studierte Wirtschaftswissenschaften und schloss 1975 mit dem Lizentiat ab. 1979 wurde er  promoviert. Er war fünf Jahre als Wissenschaftler tätig, nämlich als Assistent an der ETH und an der Universität Zürich sowie als wissenschaftlicher Mitarbeiter der Schweizerischen Nationalbank. Er arbeitete zudem sechs Jahre als Wirtschaftslehrer an der Kantonsschule Zug.

### Politische Laufbahn
Birchler engagierte sich ab 1973 in der SP Baar, deren Präsident er von 1982 bis 1987 war. 1988 war er Mitbegründer der SP Sektion Hünenberg, die er bis 1991 auch präsidierte. Von 1977 bis 1982 und von 1986 bis 1999 war er Mitglied der Geschäftsleitung der SP des Kantons Zug. Von 1977 bis 1982 war er Mitglied der Rechnungsprüfungskommission der Gemeinde Baar. Von 1979 bis 1986 war er Mitglied des Kantonsrats des Kantons Zug.
1987 wurde Birchler im Alter von 36 Jahren in den Regierungsrat gewählt und übernahm in der Nachfolge von Thomas Fraefel die Gesundheitsdirektion. In seiner Amtszeit fiel die Reorganisation des Zuger Spitalwesens, während der zwei der vier Zuger Spitäler geschlossen wurden. Erst nach seiner Amtszeit, nämlich 1999, wurde in der Volksabstimmung die Verlegung des Kantonsspitals Zug in einen Neubau in Baar gutgeheissen. Im Amtsjahr 1995/96 war Birchler Zuger Landammann. 1998 trat er nicht mehr zu den Gesamterneuerungswahlen des Regierungsrats an. Seine Nachfolgerin in der Gesundheitsdirektion wurde Monika Hutter (SP).
Birchler kandidierte bei den ordentlichen Wahlen im Oktober 1998 für den Ständerat. Er konnte sich jedoch nicht gegen Peter Bieri (CVP) und Rolf Schweiger (FDP) durchsetzen.

### Nach dem Rücktritt als Regierungsrat
Nach seinem Rücktritt arbeitete Birchler zunächst bei verschiedenen Beratungsunternehmen. Danach wechselte er 2003 als Direktionspräsident ans Berner Inselspital. 2014 trat er von dieser Funktion zurück. Danach war er verantwortlich für die Fusion des Inselspitals mit der Spital Netz Bern AG zur Insel-Gruppe. Von 2019 bis 2020 war er für ein Jahr interimistischer Direktor des Spitals Einsiedeln. Er hatte zudem weitere Mandate im Spitalbereich inne, zum Beispiel bei den Solothurner Spitälern.

### Privatleben
Birchler ist verheiratet und Vater von vier Kindern.